# Hockey Club Amatori Vercelli
Maillots
Dernière mise à jour : 22 juin 2019.
L'Hockey Club Amatori Vercelli est un club de rink hockey fondé en 1962 et situé à Verceil dans le Piémont. Il évolue depuis 2019 dans le Championnat d'Italie de rink hockey masculin (série A1).